# Hunald Ier
Hunald Ier ou Hunaud Ier, né vers 705 et mort en 774, est duc d’Aquitaine et de Vasconie de 735 à 769.

## Présentation
Fils du duc Eudes d'Aquitaine, il succède à son père en 735 avec son frère Hatton, puis devient seul duc la même année, après avoir prêté serment de fidélité à Charles Martel.
Il conteste le partage du royaume franc à la mort de Charles Martel en 741, en soutenant la révolte du duc Odilon de Bavière et de Griffon, fils de Martel et de sa seconde épouse, la princesse bavaroise Swanahilde. Pépin et Carloman, fils de Martel et de sa première épouse Rotrude, envahissent l’Aquitaine, occupent Bourges, Loches et s’arrêtent au Vieux-Poitiers. En représailles, Hunald réussit à s'emparer de Chartres qu'il détruit par le feu (743). En 745 les deux frères l’obligent à abdiquer en faveur de son fils Waïfre. 
Contraint de se retirer au monastère de l’île de Ré, le duc s'exécute après avoir châtié cruellement, en lui crevant les yeux, son frère Hatton coupable d’être resté fidèle à Carloman et Pépin.
Il est difficile de savoir si c’est le même Hunald Ier que l'on retrouve à la tête de l'insurrection des Aquitains en 769 au début du règne de Charlemagne, ou son petit-fils Hunald II. Toujours est-il que celui-ci fut livré à Charlemagne par Loup II, duc des Vascons et des Aquitains, chez qui il s'était réfugié. Il réussit cependant à s'enfuir en Italie chez Didier, roi des Lombards. Charlemagne étant venu attaquer le roi des Lombards, Hunald défendit longtemps Pavie avant d'être lapidé par les habitants qui voulaient se rendre.